# Vandenbrandeite
La vandenbrandeite è un minerale.